# Talana-hegyi csata
A Talana-hegyi csata a búr háború második legjelentősebb csatája volt, amely során a britek számos próbálkozás után végre győzelmet arattak a búrok felett. Az ütközet 1899. október 20-án zajlott, pontosan 8 nappal a Kraaipani csata után. A búrok vezetői Lukas Meyer és Maroela Erasmus tábornokok voltak, a briteké pedig Sir William Penn Symons volt.

## Előzmények
A háború kitörésekor a brit hatóságok attól tartottak, hogy a búrok a Transvaal Köztársaságból és Oranje Szabad Államból megtámadják a brit uralom alatt álló Natalt.
Eldördültek az első lövések a Kraaipani csata során, így elkerülhetetlenné vált a csata.

## A hadseregek állapota
A búr háború komoly meglepetést jelentett a brit hadsereg számára. A háború kitörése után a brit taktika az egylövetű lőfegyver használata lett. Annak a szükségességét, hogy szoros formációban kell haladni, az újabb és újabb gyarmati háborúk hangsúlyozták. A zulu és a szudáni háború, a nyomasztó ellenséges túlerő háttérbe szorította a szúrófegyvereket, mert a közelharcos ellenséget minél távolabb kellett tartani a távolsági lövészetben erős angoloknak.
A brit ezredek a háború előtt néhány évvel kaptak új sisakot a trópusi harcokra. Tanulva az első búr háborús hibáikból, próbáltak nem feltűnő, terepszínű öltözetet viselni.
A megelőző hónapokban, Piet Joubert búr tábornok 30 000 német Mauser puskát, számos modern tábori löveget és automata fegyvert vásárolt a német fegyvergyártótól, a Krupptól és a francia cégtől, a Creusot-tól. A búrok nem voltak sem fegyelmezettek, sem képzettek, de hatalmas ellenszenvet éreztek a britek iránt, ez pedig kihatott a morálra. A városi polgárok és a külföldi önkéntesek azonnal elfogadták a búrok harci módszereit.

## A csata menete
1899 kora őszén brit erősítés érkezett Dél-Afrika partjaihoz, Sir William Penn Symons személyében aki Indiából hozta át csapatait. A britek terve az volt, hogy minél hamarabb leverjék a búr lázadást.
1899. október 20-án néhány búr kommandó megjelent a Talana-hegy északkeleti részén Dundee közelében. Sir William Penn Symons ezt látva még nagyobb készültségben tartotta csapatait, és elfoglalta a Talana-hegyi magaslatot. A britek észrevették a magasabban és jobb pozícióban lévő búrokat (az Impati-hegy tetején), és rögtön tüzet nyitottak rájuk. A brit parancsnok nemsokára rohamot rendelt el. A búrok pozíciója előtt volt egy erdő, ide akart eljutni és innen vezetni rohamot a búr állásokkal szemben, azonban Symonst találat érte (valószínűleg a gyomrán) és összeesett, néhány méterrel az erdősáv előtt. Később a tábori kórházban elhunyt, nem tudtak rajta segíteni.
A brit gyalogság támadása azonban visszanyerte lendületét, és továbbra is erős tűz alatt tartották a búrokat. Összegyűjtötték erejüket a végső támadáshoz, és megrohamozták a hegytetőn (Nem a Talana hanem az Impati hegytetőn) lévő búrokat. A  britek hatalmas öldöklés után végül elfoglalták a hegyet.
A búrok pónira ültek és elmenekültek, a britek pedig nem tudták kihasználni a búrok gyengeségét és üldözni őket, mert szem elől tévesztették nagyrészüket, és források szerint egy félreértés következtében majdnem saját ezredükre lőttek.
A csata britek rég nem látott győzelmével végződött.

## Lásd még
- Második búr háború
- Búrok